# Warramaba virgo
Warramaba virgo és una espècie d'insecte ortòpter de la família Morabidae, descrita per primera vegada per Kenneth Hedley Lewis Key l'any 1963, que forma part del gènere Warramaba. No hi ha subespècies enumerades al Catalogue of Life.
Considerada una espècie de saltamartí present al sud d'Austràlia, no disposa de mascles, només de femelles. Aquest fet ha portat a la conclusió que durant els més de 250.000 anys d'existència, no s'ha reproduït sexualment sinó per partenogènesi.